# Regionalverband Saarbrücken
Regionalverband Saarbrücken, till 2007 Stadtverband Saarbrücken, är en administrativ enhet liknande ett län (Landkreis) i det tyska förbundslandet Saarland.  Territoriet ligger öster om länet Saarlouis, söder om länet Neunkirchen, väster om länet Saarpfalz-Kreis och gränsar i syd till Frankrike. Huvudorten är Saarbrücken.
Regionalverband Saarbrücken är en av ett fåtal administrativa sekundärkommuner i Tyskland som varken är en Landkreis (sekundärkommun med flera primärkommuner) eller en Kreisfreie Stadt (större stadskommun som samlar primärkommunens och sekundärkommunens uppgifter i en enda juridisk person). I stället övertar regionalförbundet fler av de ingående primärkommunernas uppgifter än vad som normalt gäller i en Landkreis.

## Städer och kommuner
| Städer (Städte)                                                          | Kommuner (Gemeinden)                                                            |
| ------------------------------------------------------------------------ | ------------------------------------------------------------------------------- |
| 1. Friedrichsthal 2. Püttlingen 3. Saarbrücken 4. Sulzbach 5. Völklingen | 1. Großrosseln 2. Heusweiler 3. Kleinblittersdorf 4. Quierschied 5. Riegelsberg |

1. 1 2  hämtat från: ryskspråkiga Wikipedia.[källa från Wikidata]